# Hydra (ostrov)
Hydra (řecky Ύδρα) je řecký ostrov patřící do Argosaronského souostroví, je obydlený Řeky a Arvanity.

## Geografie
Od pevniny Peloponnésu je oddělen úzkým průlivem. Ostrov je podlouhlý, protáhlý v západovýchodním směru. Jeho délka v podlouhlém směru je přibližně 35 km, zatímco šířka ve směru příčném jen zřídka překročí 5 km. Vnitrozemí ostrova je hornaté a, zvláště na jižní straně, bohaté na mimořádné příkré srázy. Obydlená je převážně severní, k pevnině přivrácená strana ostrova. Zde se nachází i správní centrum ostrova, stejnojmenné město Hydra, v němž sídlí správa největšího ze čtyř ostrovů. Jsou toː

Dokos (13.5 km², 15 obyvatel), Agios Georgios (4,3 km², bez stálých obyvatel), Hydra (52 km², 2 055 obyvatel k roku 2021) a Trikeri .

## Dějiny

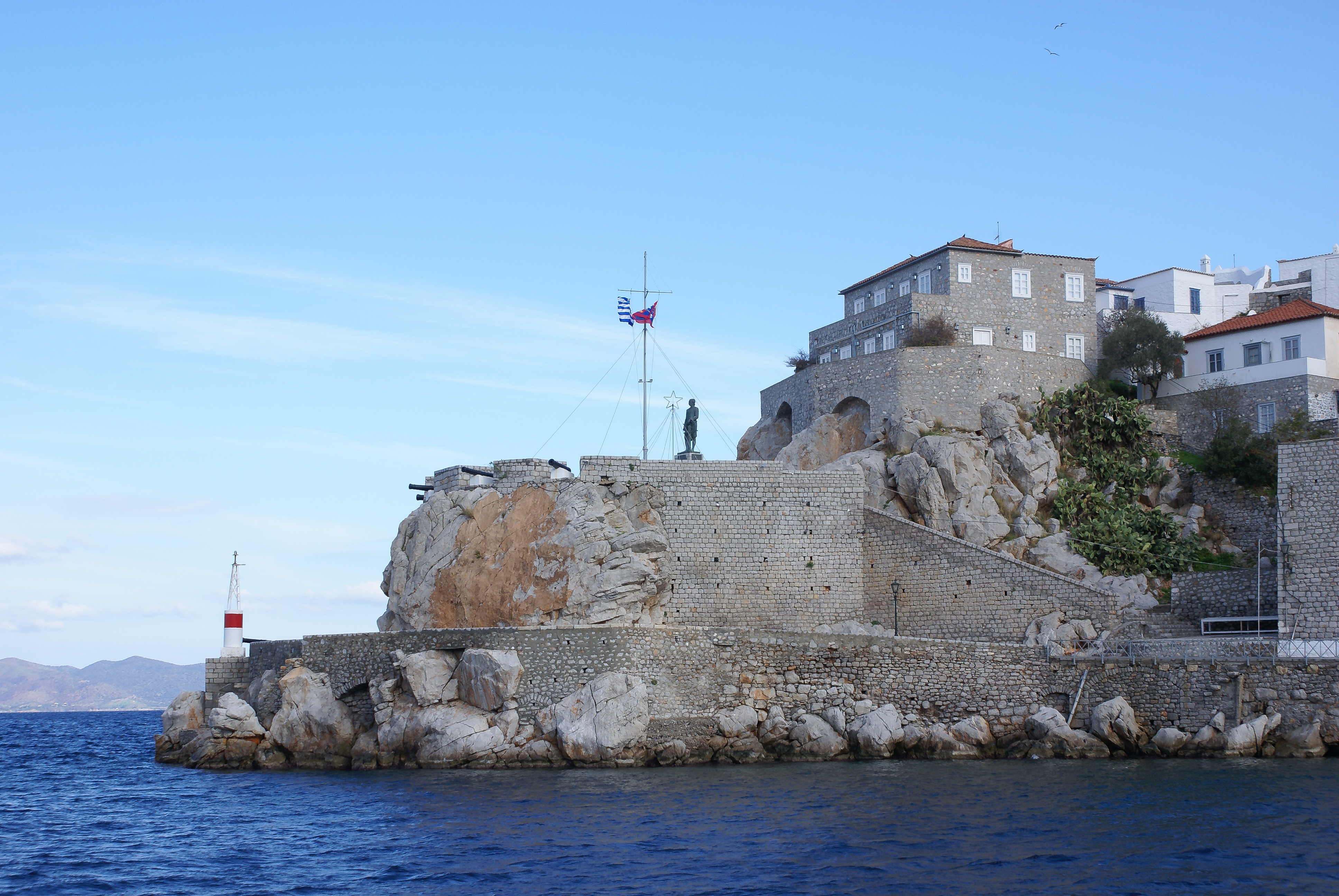
Pevnost

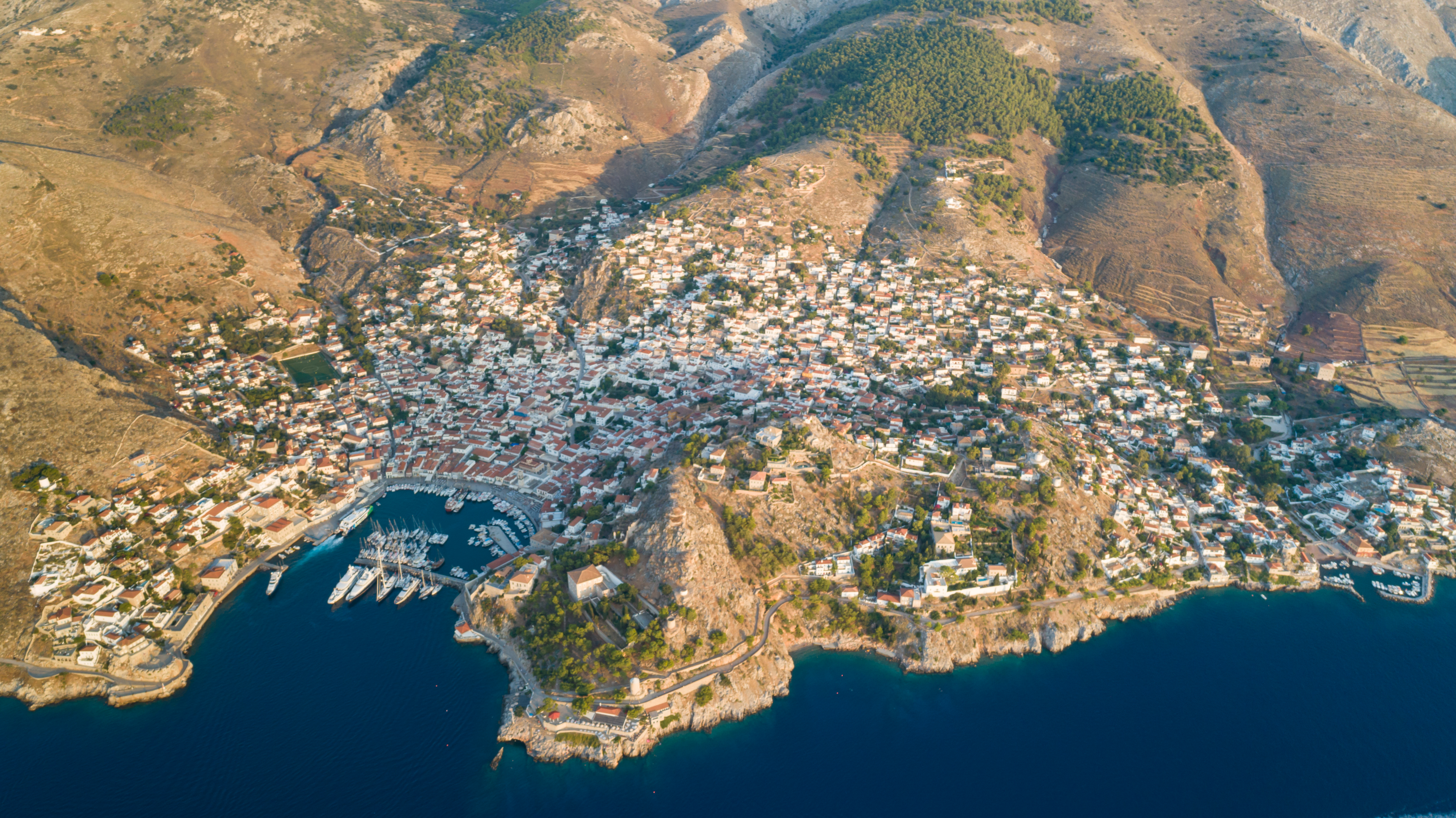
Letecký pohled na ostrov

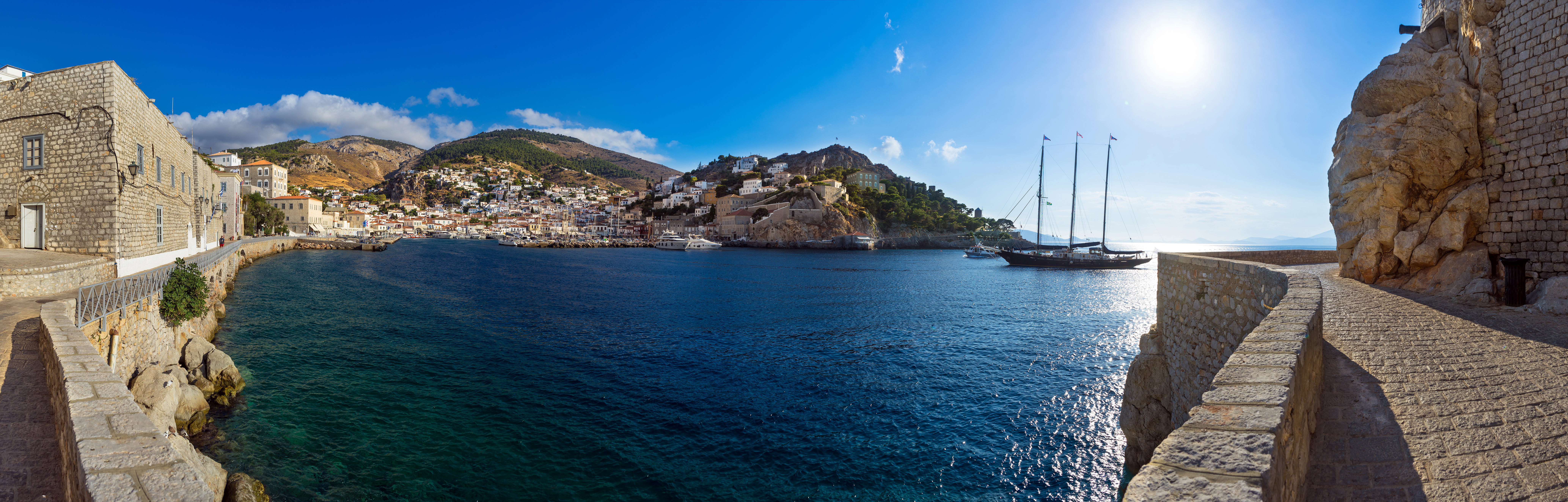
Promenáda podél ostrova Hydra

Ve starověku byl ostrov znám pod jménem Υδρέα ((H)ydrea), což zřejmě odkazuje na mnohé vodní prameny, které vyvěrají v jeho vnitrozemí. Ve dvanáctém století př. Kr. Hydru osídlili Dórové. V šestém století př. Kr. patřil ostrov nedalekému přístavnímu městu Ermioni, které ho však prodalo řeckému ostrovu Samos. Ve starověku byla místní populace velmi malá. Hydra byla osídlena větším počtem obyvatel až v byzantském období, asi od šestého století. Ve třináctém století, během nadvlády Evropanů v Řecku, většina obyvatel ostrov opustila. Od roku 1566 tento převážně neobydlený ostrov ovládli osmanští Turci a nad přístavem postavili na jeho obranu pevnost.
V šestnáctém století zde byli usazeni albánští Arvanité i Řekové z Peloponézu. Arvanité se z důvodu pravoslavného náboženství označovali za Řeky, ale na Hydře se mluvilo arvanitštinou. V tomto období zde byly postaveny domy, na rozdíl od ostatních řeckých ostrovů v epirském stylu architektury, jelikož Arvanité pocházeli z tohoto území.
Od sedmnáctého století Hydra byla důležitým centrem řeckého lodního obchodu spolu s ostrovy Chios, Psara a Spetses. Z Hydry pocházeli významní rejdaři jako jsou rodiny Miaoulisů, Tombazisů a Vokosů. Během řecké války za nezávislost zde místní lodní magnát Andreas Miaoulis porazil tureckou flotilu. Z Hydry pocházeli i slavní bojovníci války za nezávislost: Laskarina Bubulina, pozdější premiér Antonios Kriezis a Pavlos Kunduriotis, pozdější prezident, který je zde pohřben.

## Současnost
Hydra je známá svou nekompromisní ekologickou politikou, jež obsahuje zákaz motorové dopravy a úzkostlivý dozor nad charakterem novostaveb. Striktními omezeními dopravy jsou známy všechny ostrovy v Sarónském zálivu včetně Porosu, ale pouze na Hydře je motorová doprava zakázána úplně (k říjnu 2008 byly uděleny tři výjimky: jednomu vozidlu ambulance a dvěma vozidlům na sběr odpadků). Dopravu na ostrově zajišťují osli a mezci. Díky úzkostlivé kontrole charakteru zástavby si sídla na Hydře dodnes zachovávají svou původní atmosféru. Toto vše láká na Hydru velké množství náročných turistů, preferujících alternativní dovolenkové žánry. Hydra je také, jako jedno z mála míst v Řecku, rájem pěších turistů. Mnoho místních obyvatel stále ovládá arvanitštinu.

## Ekonomika
Hlavním zdrojem příjmů je turistika a s ní související služby, také námořní obchod. Dále je na ostrově zastoupen rybolov, v menším měřítku produkce olivového oleje a vína.

## Kultura
- Hydrama – divadelní a umělecké centrum, od roku 2001 každé léto pořádá Hydra Performing Arts Festival s bezplatnou divadelními a taneční produkcí.
- Deste Foundation Art - pobočka soukromé galerie současného umění, kterou v roce 2009 otevřel sběratel umění Dakis Joannou.
- Další galerie současného umění: Galerie Mandraki, Wilhelmina's Art Gallery (mj. Toguo a Bea Bonafini).
- V 50. a 60. letech 20. století se Hydra stala adoptivním domovem komunity zahraničních umělců, mezi něž patřil norský romanopisec Axel Jensen, australští spisovatelé Charmian Clift a George Johnston a kanadský písničkář Leonard Cohen. Cohen napsal na Hydře několik písní (včetně „Bird on the Wire“ a „So Long, Marianne“), když žil s Jensenovou bývalou manželkou Marianne Ihlen. Toto období zachytil dokumentární film Marianne & Leonard: Slova lásky z roku 2019, román Polly Samsonové Divadlo pro snílky (2020) a osmidílný televizní seriál So long, Marienne režisérů Bronwena Hughese a Øysteina Karlsena.
- Nedaleko domu Leonarda Cohena stojí dům Panagiotise Tetsise, který nyní slouží jako muzeum.

## Památky
- Katedrála Panny Marie

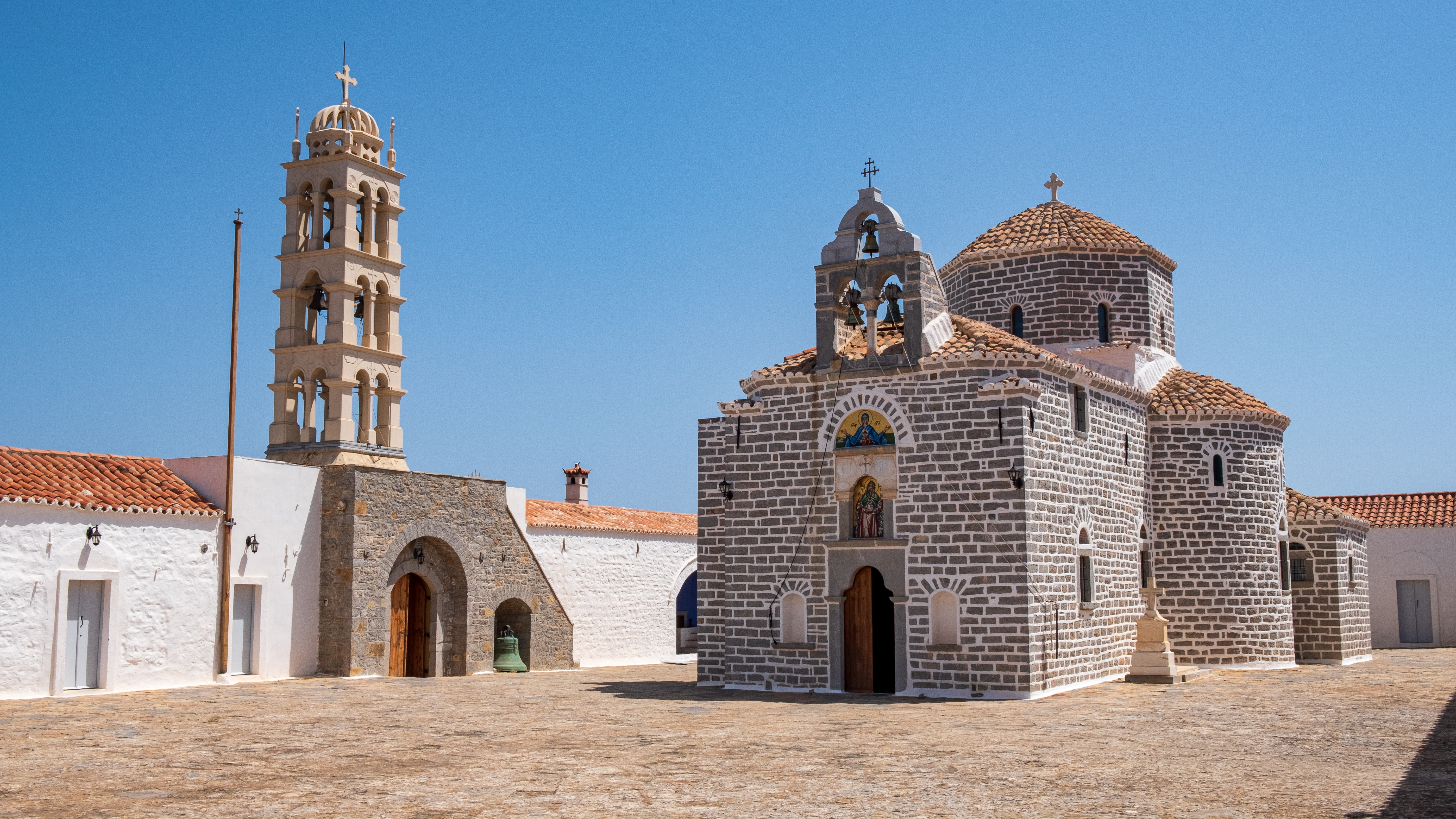
Klášter proroka Eliáše

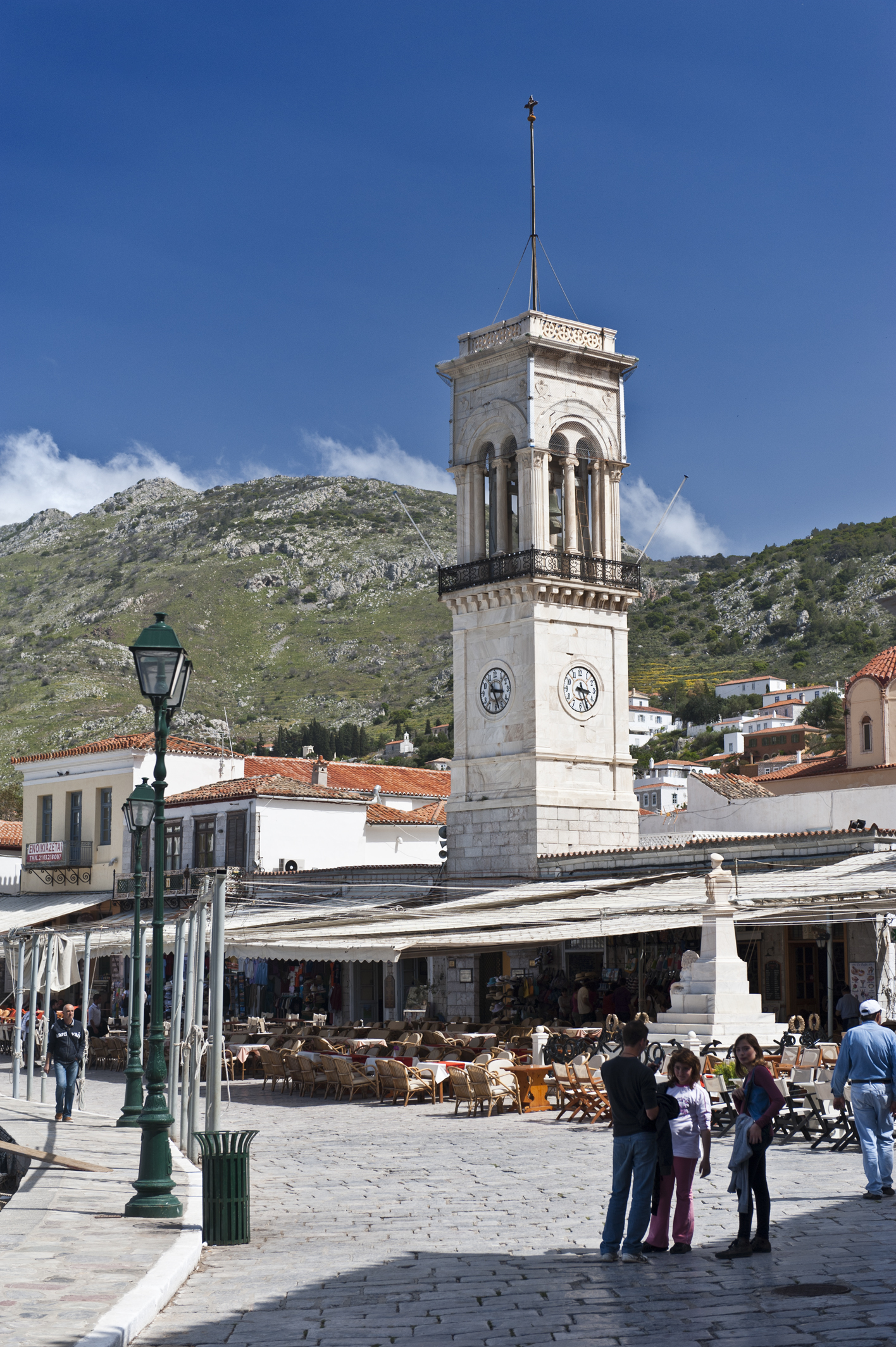
Hodinová věž

- Šest řeckých ortodoxních klášterů, např. v centru města Klášter proroka Eliáše
- Pevnost
- Hodinová věž
- Větrné mlýny – nefunkční památky architektury

## Osobnosti
- Laskarina Bubulina (1771–1825), řecká obchodnice, majitelka a velitelka válečných lodí v národně osvobozenecké válce
- Lazaros Kunturiotis (1769–1852) řecký senátor, národně osvobozenecký bojovník
- Axel Jensen (1932–2003), norský spisovatel, žil zde
- Leonard Cohen (1934–2016), kanadský hudebník a spisovatel, žil zde